# Oskar-Fredriksborg
Oskar-Fredriksborg är en historisk befästningsanläggning på östra Rindö i Vaxholms kommun vid inloppet till Stockholm som uppfördes åren 1870–1877. Befästningen är sedan 2002 förklarad som byggnadsminne. Befästningen gav namn åt den intilliggande tätorten Oskar-Fredriksborg, som från tätortsavgränsningen 2015 heter Rindö. Mittemot, på östra sidan om Oxdjupet, ligger sedan 1735 Fredriksborgs fästning.

## Bakgrund
Tidigt hade man insett farledernas militärstrategiska betydelse på Rindös västra sida, vid Vaxholm, och östra sida vid Oxdjupet och punkterna hade därför länge varit befästa. Fredriksborgs fästning på Värmdösidan hade under 1800-talets första hälft ersatts av det ombyggda Vaxholms kastell samtidigt som Oxdjupet försänkts för att hindra genomfart. De vapentekniska landvinningarna medförde att kastellets konstruktion snart var föråldrad, samtidigt som de allt större och djupgående handelsfartygen hade svårt att navigera i Kodjupet vid Vaxholm.
1867 års befästningskommitté föreslog därför att Oxdjupet åter skulle muddras för sjöfarten och att försvaret på Rindösidan skulle förstärkas och permanentas. I december 1869 godkände Kungl. Maj:t en plan för samtliga befästningar som ansågs nödvändiga i Vaxholmsområdet och i maj 1870 inleddes arbetet. Efter sju års arbete stod fortet Oskar-Fredriksborg färdigt.
I slutet av 1890-talet förstärktes inloppsförsvaret i båda farlederna genom delvis bepansrade tändstationer och minspärrar. På Rindös norra sida sprängdes det nya moderna Byviksfortet in i berget, bestyckat med fyra 12 centimeters och tre 57 mm kanoner i pansartorn. Som skydd mot angrepp från Värmdö byggdes 1899–1903 Värmdölinjen med ett flertal fort och batteriplatser. Vid denna tid bestod Vaxholms fästnings försvarsområde av land- och vattenområden från sunden väster om Resarö till norra Värmdö. Totalt ingick 37 batterier, rörligt artilleri, mineringar, infanteri samt en reserv av rörliga förband med bland annat ingenjörstrupp och ballongavdelning. Vaxholms kustartilleriregemente (KA 1), som bildats 1902 inkvarterades i nyuppförda kaserner på sydöstra delen av ön.

## Byggnad
Fortet bestod av ett övre verk som sprängdes in i berget samt ett nedre verk vid kanten av farleden. Verken förbands med en 300 meter lång sprängd skyddande tunnel. Sidogravar sprängdes ut i berget för att skydda mot infanteriangrepp. Gravarna försågs med utstickande kaponjärer varifrån man kunde försvara med flankerande eld. Även kaponjärerna var förbundna genom sprängda tunnlar i berget. Anläggningen täcktes med ett skyddande lager av jord och torv. Fortet invigdes av Oscar II den 21 maj 1877.
Tre stora 24 cm kanoner m/96 i självsänkande lavetter placerades i det övre verket som huvudbestyckning. De låg dock, liksom övriga kanoner i de öppna vallgångarna, oskyddade mot fientlig kastbaneeld. I det nedre verket skyddades de två batteriernas kanonställningar av täckta kasematter. De hade skjutriktning ut mot norra inloppet respektive flankerande eld tvärs över farleden.
Till hjälp för nattliga skjutningar fanns vid inloppet till Byviken, på västra sidan, en i berget insprängd strålkastare. Den var rälsbunden och rullades vid behov ut för att lysa på fiendefartyg. Strålkastaren underlättade för eldgivningen från fortet. Strålkastaren manövrerades från belysningsboden i anslutning till bergrummet. Manskapet i tjänst bodde i belysningsboden. Anläggningen finns fortfarande kvar men inte själva strålkastaren.
År 1914 fattade Riksdagen beslut om Vaxholms yttre befästningslinje (ej att förväxla med Vaxholmslinjen) i mellanskärgården då nya effektivare vapensystem gjorde det nödvändigt att möta fientliga sjöstridskrafter tidigare. Linjen, som bestod av fem minerade spärrar, två fort och tre batterier färdigställdes 1924-26.
Genom försvarsbeslutet 1925, som syftade till nedrustning, utgick Vaxholms inre försvarslinje ur krigsorganisationen. Härmed förlorade Oskar-Fredriksborgs fästning, tillsammans med Vaxholms kastell och befästningarna på Värmdö, sin funktion.

## Bilder

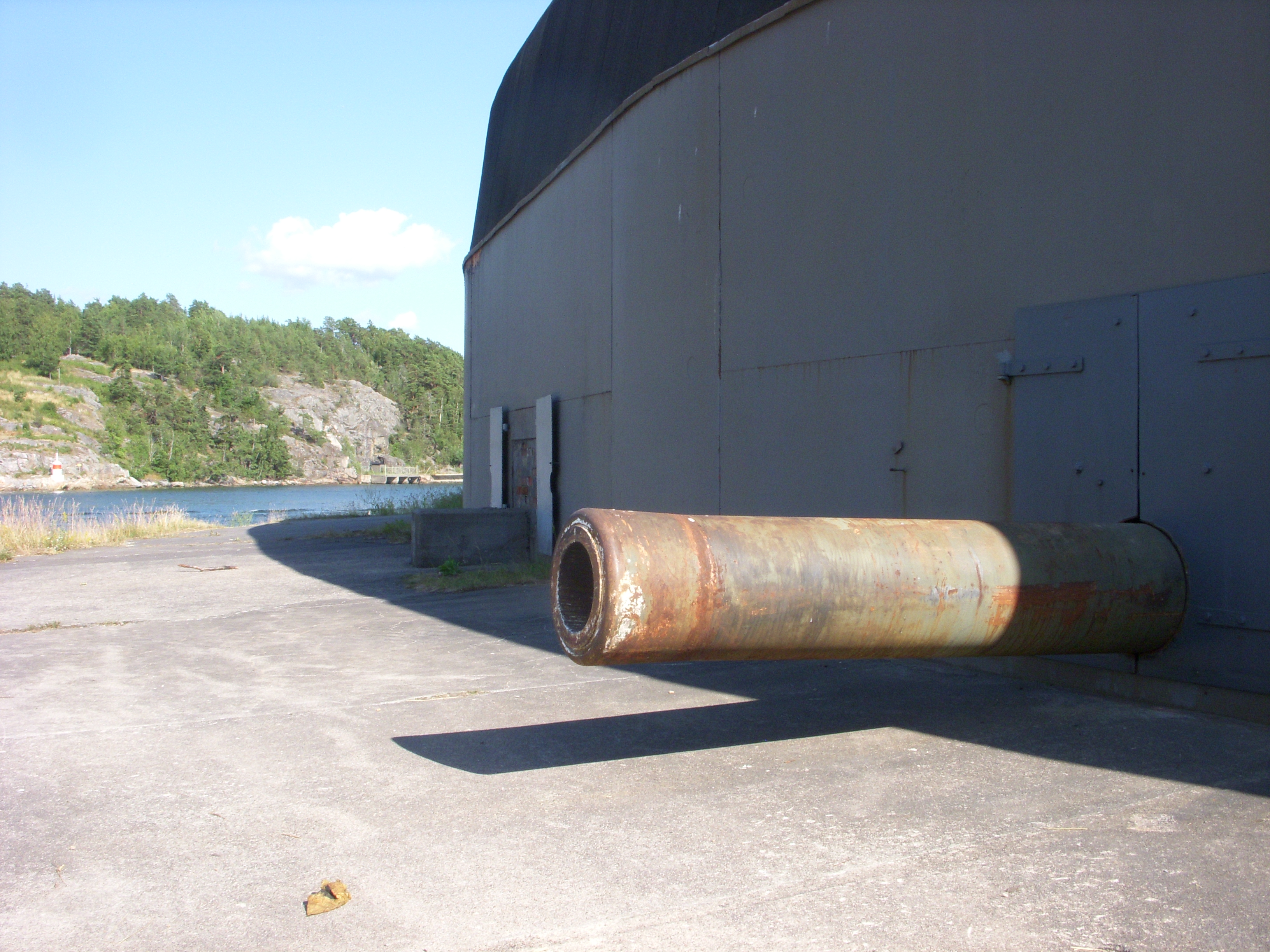
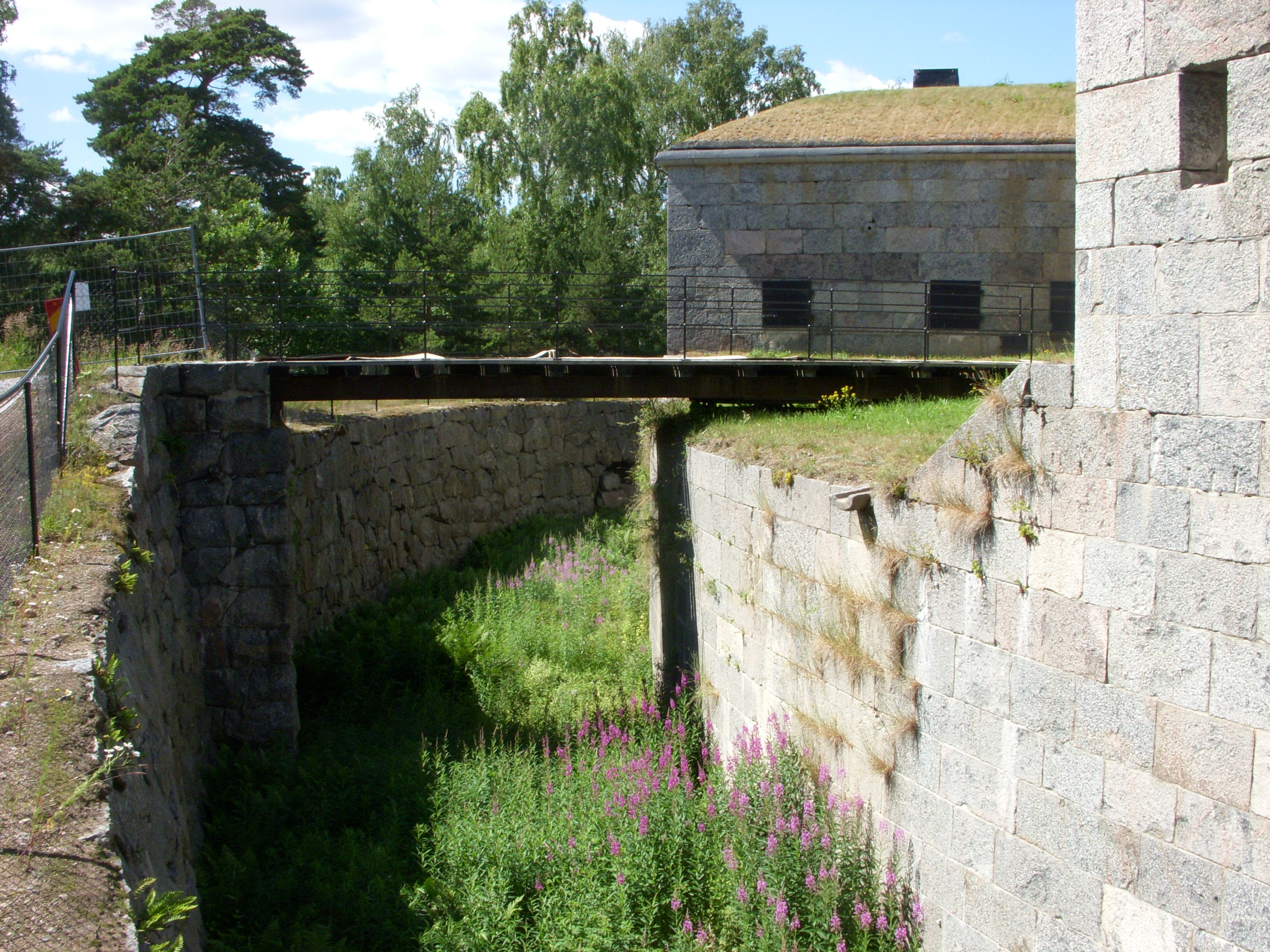
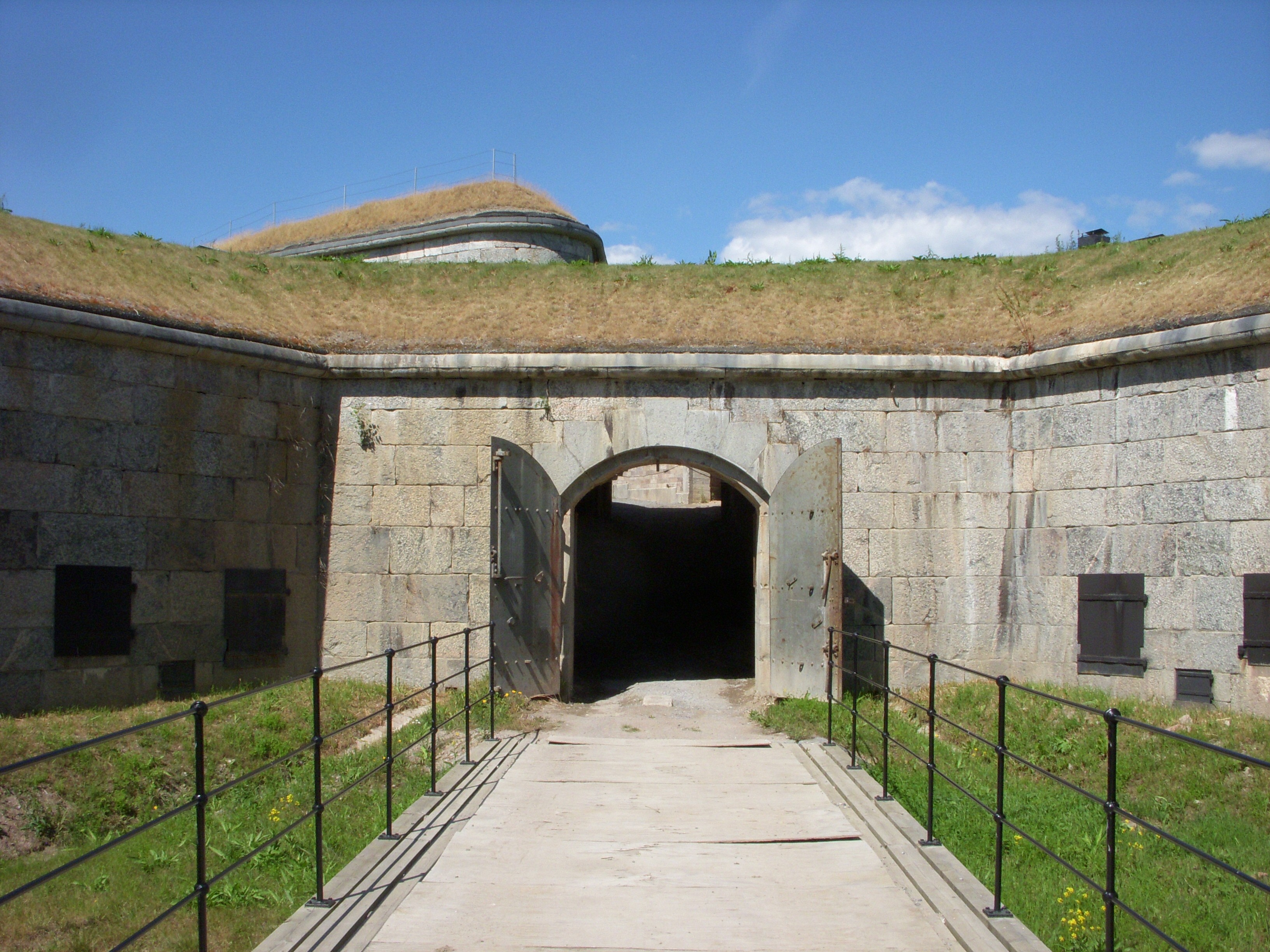
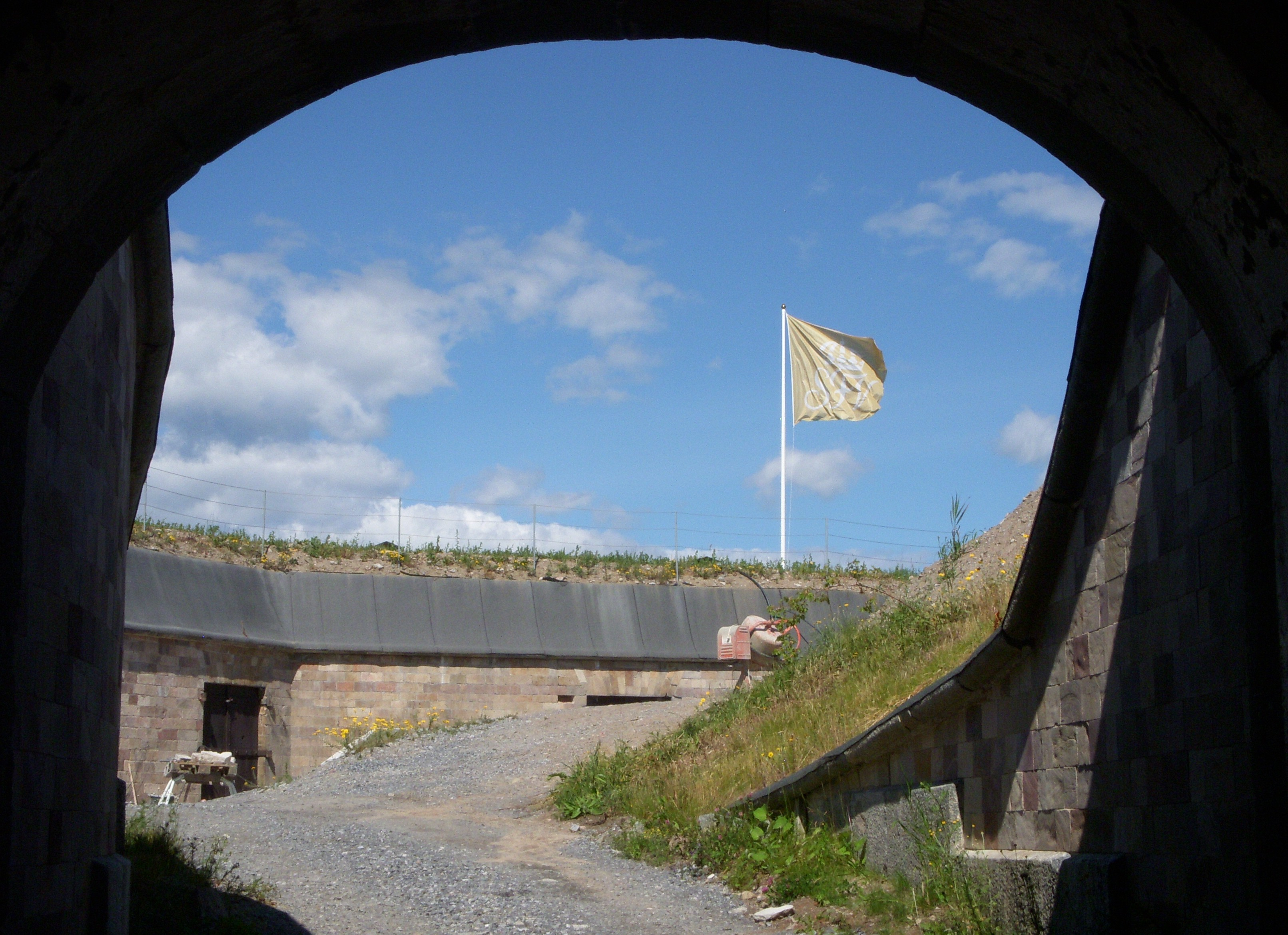

## Kommendanter
- 1896–1904: Oskar Sylvander
- 1904–1914: Karl Virgin